# آندریپول

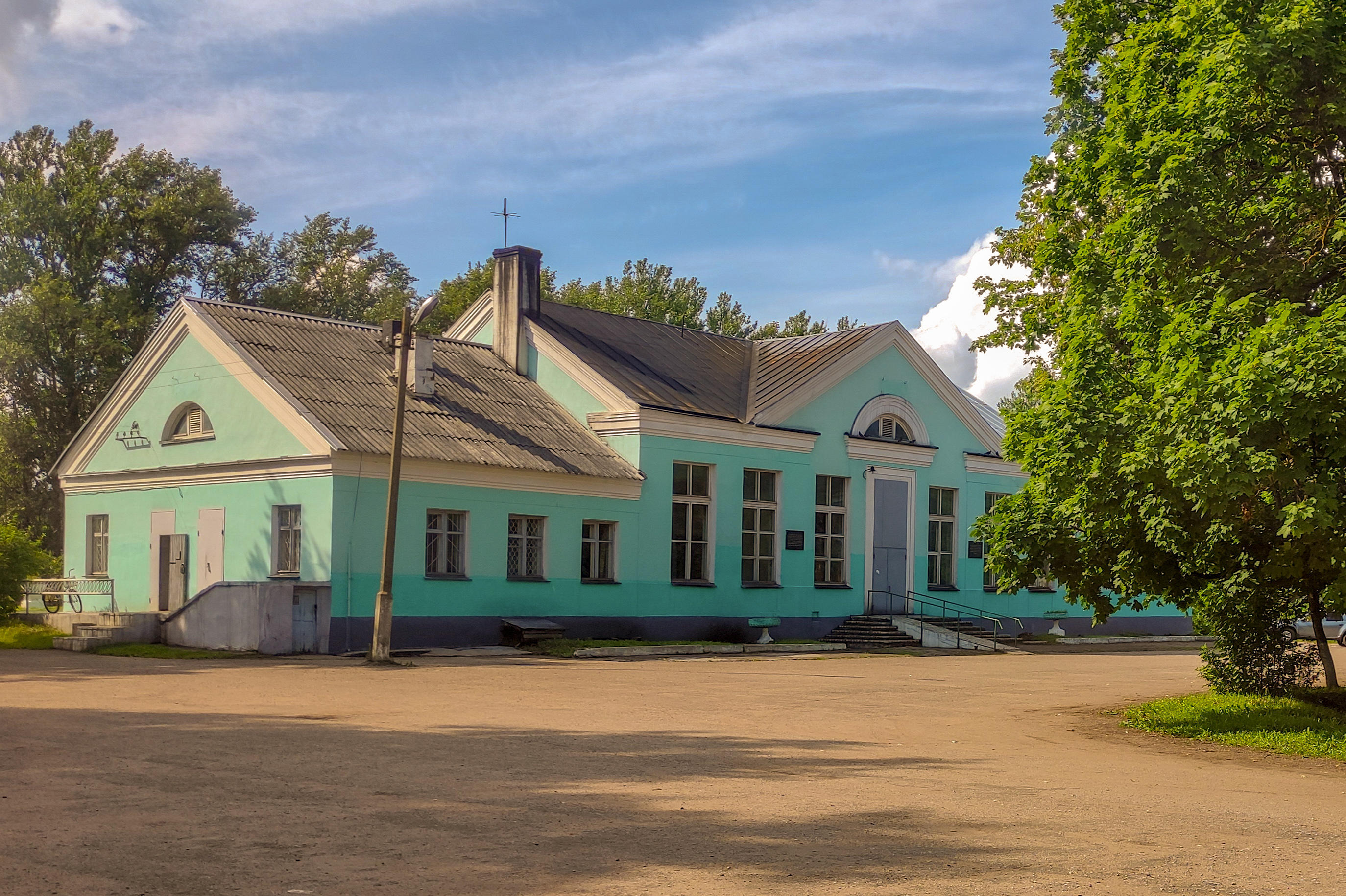
شهر آندریپول

شهر آندریپول (به روسی: Андреаполь) در کشور روسیه و در اوبلاست ور واقع شده‌است.